# Huaso

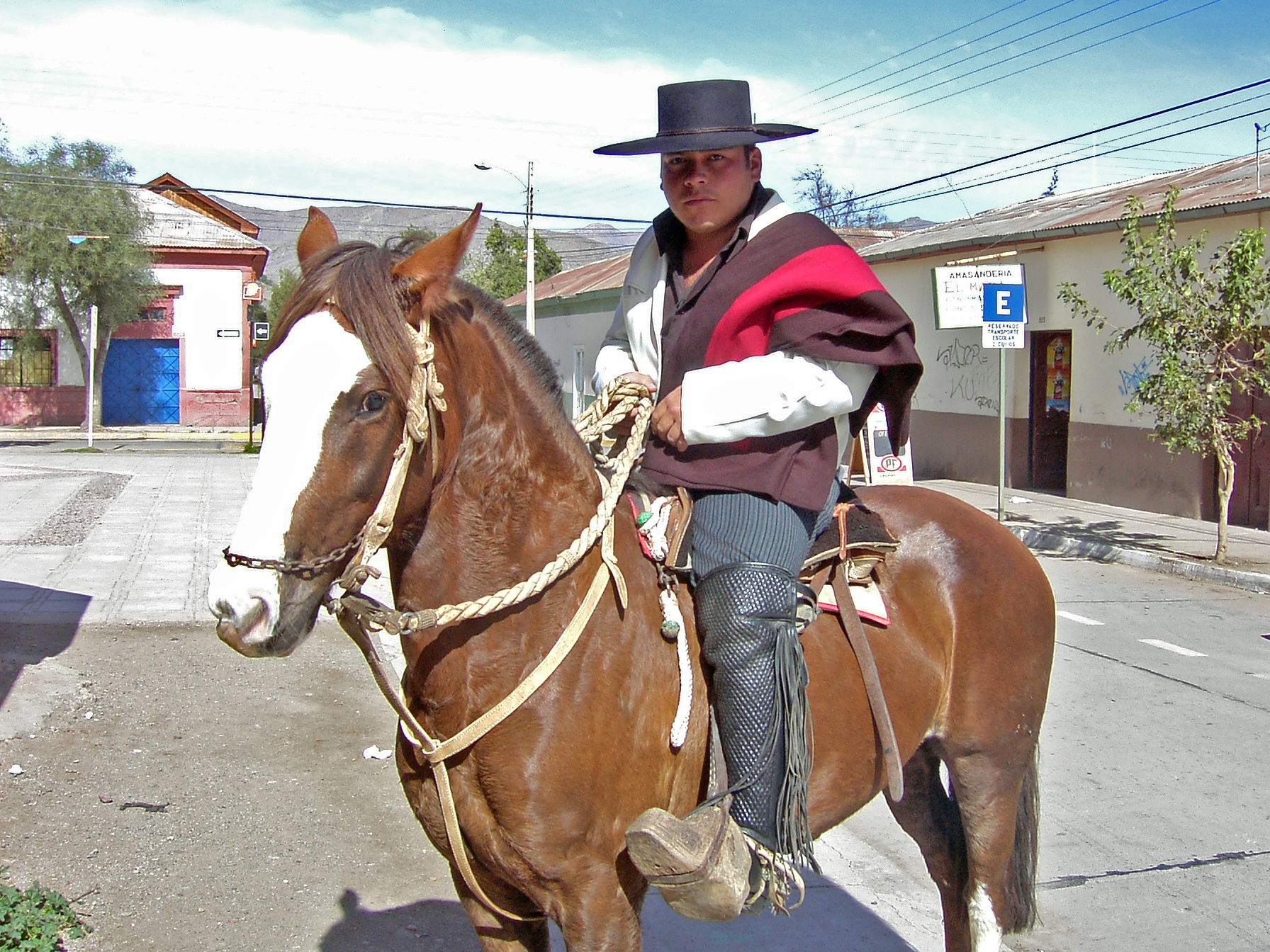
Huaso

Huaso är Chiles motsvarighet till USA:s och Kanadas cowboys.